# مک‌لین (ویرجینیا)
مک‌لین، ویرجینیا (به انگلیسی: McLean, Virginia) منطقه‌ای مسکونی واقع در فرفکس کانتی، ایالت ویرجینیا می‌باشد، که از مناطق حومه واشینگتن، دی. سی. به‌شمار می‌آید و در سرشماری ۲۰۱۰ ایالات متحده امریکا، جمعیت آن ۴۸٫۱۱۵ نفر اعلام گردید.